# El camino secreto
El camino secreto é uma telenovela mexicana, produzida pela Televisa e exibida pelo El Canal de las Estrellas entre 1 de setembro de 1986 e 13 de fevereiro de 1987.
Foi protagonizada por Daniela Romo e Salvador Pineda, com atuação estrelar de Pedro Armendáriz Jr. e antagonizada por Claudio Brook, Arsenio Campos, Fernando Sáenz e Patsy. 

## Enredo
Gabriela Guillén é uma jovem que vive com seu pai, Fausto, e sua irmã, Julieta. Os três vivem como fugitivos porque Fausto, cujo verdadeiro nome é Santiago, oculta um passado turbulento. Anos atrás, seu amigo Mario e ele se apaixonaram por Martha, a mãe de Gabriela e Julieta, quem ficou grávida de Mario. Ainda assim, Santiago se casou com ela. No entanto, pouco depois Martha foi assassinada por Adolfo Ávila, um contrabandista de diamantes.
Como Mario e Santiago também estavam envolvidos no contrabando de jóias, Adolfo os chantageou os obrigou a fazer um trato com ele para que não os denunciara a policia, pois sua intenção era culpá-los pela morte de Martha. Assim pois, desde então Mario dá a Adolfo a metade dos lucros de seus restaurantes. Enquanto isso Santiago foge com suas filhas depois de mudar o nome para Fausto Guillén. Por este motivo, Fausto e suas filhas se mudam constantemente de domicilio e de cidade.
Um dia Gabriela e Julieta, começam a trabalhar em um dos restaurantes de Mario; enquanto isso, Mario, que ha caído enfermo pede a seu velho amigo que se passe por ele durante um tempo, até que se recupere. No entanto, Fausto é assassinado por erro pelos sicarios de Adolfo, que tratavam de matar a Mario. a situação se complica ainda mais quando Gabriela conhece  David, o filho de Mario.

## Elenco
- Daniela Romo - Gabriela Guillén
- Salvador Pineda - David Genovés
- Carlos Ancira - Santiago Guzmán / Fausto Guillén / Mario Genovés
- Gabriela Rivero - Julieta Guillén
- Pedro Armendáriz Jr. - Alejandro Faidella
- Claudio Brook - Adolfo Ávila
- Fernando Sáenz - Carlos Ávila
- Leticia Calderón - Alma
- Pilar Pellicer - Yolanda
- Arsenio Campos - Roberto Zárate
- Arturo Benavides - Félix
- Patsy - Bertha
- Fidel Garriga - Ramón
- Guy de Saint Cyr - Marcos
- Mar Castro - Susana
- Gonzalo Sánchez - Pancholete
- Damián Alcázar - José Luis
- Alfredo Sevilla - Adriano
- Jorge Fegán - Abelardo
- Ana Patricia Rojo - Paulina Faidella

## Prêmios e indicações

### Prêmio TVyNovelas de 1987
| Categoria                   | Indicado(a)          | Resultado |
| --------------------------- | -------------------- | --------- |
| Melhor telenovela           | Emilio Larrosa       | Indicado  |
| Melhor atriz protagonista   | Daniela Romo         | Indicado  |
| Melhor ator protagonista    | Salvador Pineda      | Indicado  |
| Melhor ator principal       | Carlos Ancira        | Venceu    |
| Melhor ator principal       | Claudio Brook        | Indicado  |
| Melhor ator co-protagonista | Pedro Armendáriz Jr. | Indicado  |
| Revelação feminina          | Gabriela Rivero      | Venceu    |